# Liste der Monuments historiques in Saint-Georges-du-Bois (Charente-Maritime)
Die Liste der Monuments historiques in Saint-Georges-du-Bois (Charente-Maritime) führt die Monuments historiques in der französischen Gemeinde Saint-Georges-du-Bois auf.

## Liste der Objekte
Zum Verständnis siehe: Kirchenausstattung
| Bezeichnung      | Beschreibung                                           | Standort                        | Kennzeichnung | Schutzstatus | Datum | Bild |
| ---------------- | ------------------------------------------------------ | ------------------------------- | ------------- | ------------ | ----- | ---- |
| Zwei Altäre      | Seitenaltäre; Stein, 18. Jahrhundert                   | in der Kirche St-Georges (Lage) | PM17001425    | Inscrit      | 1984  |      |
| Kelch und Patene | Kupfer, versilbert, und Silber, zwischen 1798 und 1809 | in der Kirche St-Georges (Lage) | PM17001547    | Inscrit      | 1988  |      |